# Jesús Martínez (beisbolista)
Jesús Manuel Martínez (Barcelona, Anzoátegui, Venezuela, 4 de diciembre de 1986) es un beisbolista venezolano que se desempeña como pitcher y su actual equipo son los Caribes de Anzoátegui de la Liga Venezolana de Béisbol Profesional.
En la LVBP ha pasado por los equipos Caribes de Anzoátegui (2010-13 y 2016-17), Navegantes del Magallanes (2013-16), y Águilas del Zulia (2017-2020).